# Сафави, Яхья Рахим
Я́хья Рахи́м Сафа́ви (перс. يحيى رحيم صفوي‎; азерб. Yəhyə Rəhim Safavi; род. 2 января 1958, Исфахан, Иран) — иранский военачальник, генерал-лейтенант.

## Биография
Родился в городе Исфахан в азербайджанской семье.
с 1981 по 1988 год был активным участником ирано-иракской войны.
С 1997 по сентябрь 2007 года — главнокомандующий Корпуса «Стражей исламской революции» (КСИР). Ныне — старший военный советник при Верховном главнокомандующем.
Бывший командующий КСИР Рахим Сафави является одним из ближайших доверенных лиц Верховного лидера, напрямую подчиняется Али Хаменеи. Согласно Резолюции 1737, принятой Советом Безопасности в 2006 году, генерал Яхья Рахим Сафави подпадает под санкции как «лицо, принимающее участие как в ядерной программе, так и в программе по баллистическим ракетам».
1 сентября 2007 года иранский духовный лидер аятолла Али Хаменеи сменил главу Корпуса стражей исламской революции, занимавшего этот пост в течение 10 лет. Причина подобного решения не была указана, однако, некоторые полагают, что отставка последовала после того, как Сафави выступил с речью, в которой он неявно предупредил мулл о том, что вооруженные силы Ирана не были готовы к войне против намного более сильных врагов. Новый пост, по мнению экспертов, изолирует генерала от активной общественной жизни, ставит крест на его военной карьере и отстраняет его от участия в высокой политической игре.
В 2010 году выступил с заявлением о маловероятности военного нападения США и Израиля на Иран, и готовности КСИР и иранской армии к отражению возможных ударов противников. В своем выступлении подчеркнул, что «оба режима способны совершить нападение на Иран, но лишены политического решения для этого дела. В случае нападения Америки и режима Израиля, Исламская Республика Иран создаст для них большие проблемы».

## Санкции
10 ноября 2022 года, из-за вторжения России на Украину, внесён в санкционный список Канады.